# Střelcova hra
Střelcova hra je šachové otevřené zahájení, charakterizované tahy:
1. e4 e5
2. Sc4

Střelcova hra je jedno z nejstarších šachových zahájení, bylo analyzováno již Lucenou a Gioacchinem Grecem. Zahájení se vyznačuje brzkým vývinem střelce, což je sice v rozporu s obecnou poučkou, nejdříve vyvíjet jezdce (jež mají málo možností kam se vyvinout) a až pak střelce, nicméně střelec se na c4 vyvíjí ve většině otevřených her. Na velmistrovské úrovni dlouho nebylo používáno, nicméně v poslední době se občas objevuje jako překvapení (v poslední době ho hrál například Péter Léko nebo John Nunn). Často přechází do jiných otevřených her, například do italské hry, Vídeňské hry, hry dvou jezdců.
1.e4 e5 2. Sc4 Jf6 3.d4 exd4 4.Jf3 Jxe4 5.Dxd4 Jf6 6.Sg5 Se7 7.Jc3 Jc6